# Sørvágs kommuna
Sørvágs kommuna is de meest westelijk gelegen gemeente van de Faeröer. De gemeente heeft 1080 inwoners en omvat het gehele eiland Mykines, het westen van het eiland Vágar en de plaatsen Sørvágur, Bøur, Gásadalur en Mykines nadat ze in 2005 werd uitgebreid met de vroeger gemeentes Bøur/Gásadal en Mykines.